# Округ Кларк (Вашингтон)
Округ Кларк (енгл. Clark County) је округ у америчкој савезној држави Вашингтон.

## Демографија
По попису из 2010. године број становника је 425.363, што је 80.125 (23,2%) становника више него 2000. године.
| Група             | 2000.           | 2010.           |
| Белци             | 299.134 (86,6%) | 347.793 (81,8%) |
| Афроамериканци    | 5.813 (1,7%)    | 8.426 (2,0%)    |
| Азијати           | 11.095 (3,2%)   | 17.504 (4,1%)   |
| Хиспаноамериканци | 16.248 (4,7%)   | 32.166 (7,6%)   |
| Укупно            | 345.238         | 425.363         |